# 愛知県立春日井工科高等学校
愛知県立春日井工科高等学校（あいちけんりつ かすがいこうかこうとうがっこう）は、愛知県春日井市熊野町五反田にある県立高等学校。

## 概要・沿革
- 1983年（昭和58年）4月 - 愛知県立春日井工業高等学校として、機械・電子機械・電気・電子工学の４学科を設置し開校。
- 2021年（令和3年）4月 - 愛知県立春日井工科高等学校に校名変更[1]。電子機械科をロボット工学科に改組、電子工学科に生活コースを設置。

## 校訓
- 心を育て、自らを琢（みが）く

## 制服
2022年（令和4年）4月から男女共にブレザーを採用。
ブレザーは落ち着きのあるネイビー・グレーをベースに、春日井市の花である「桜」のピンク色をアクセントカラーとして取り入れている。
校章入りの紺色ポロシャツも着用でき、女子はスカート以外にスラックスを選択できる。
旧制服は男子：詰襟黒学生服、女子：セーラー服となっていた。

## 設置学科
生活コースでは、モノづくり企業で活躍している女性から直接指導を受けるとともに、全学年を通して生活に関連する科目を履修し、将来「モノづくり女子」として活躍できる人材、
また男女共同参画の視点から、モノづくりをしながら、仕事と生活を両立できる人材を育成する。

### 一覧
- 全日制　全科一括募集である。1年次は全科（工業科：G）として学び、2年次より以下の4学科1コースに分かれる。
  - ロボット工学科（R）
  - 機械科（M）
  - 電気科（E）
  - 電子工学科（V）
    - 生活コース（VL）

## 学校行事

### 前期
- 4月 - 入学式、始業式、対面式、健康診断、離任式、体力テスト
- 5月 - 野外活動（1年）、校外学習（2・3年）、自転車運転免許講習（1年）、情報モラル講座、中間考査、PTA総会、進路説明会（3年）
- 6月 - 卒業生との懇談会、球技大会、個別懇談会、喫煙防止講座、進路ガイダンス（3年）
- 7月 - 期末考査、インターンシップ、清掃ボランティア活動、終業式
- 8月 - 中学生体験入学、進路補習（3年）
- 9月 - 始業式、就職試験激励会、就職試験開始

### 後期
- 10月 - 中間考査、職業適性検査（2年）、文化祭・体育祭、 芸術鑑賞会、中学生向け学校説明会
- 11月 - 選科説明会（1年）、修学旅行（2年）
- 12月 - 期末考査、人権講話、3年生による進路体験講話、薬物乱用防止講座、終業式
- 1月 - 始業式、選科面談（1年）
- 2月 - 課題研究成果発表会、工業基礎学力テスト、3年生を送る会、学年末考査、表彰式、同窓会入会式
- 3月 - 卒業証書授与式、ものづくり事業所による進路ガイダンス（2年）、終業式

## 進路
専門課程のため大半の生徒が、製造業を中心に卒業後就職する。求人数・求職数ともに全国トップクラスの実績を誇る。
一方、大学・専門学校等への進学者も一定数みられる。
- 進路情報

## 部活動

### 運動部
- 野球
- サッカー
- 陸上競技
- テニス
- ソフトテニス
- バレーボール
- バスケットボール
- バドミントン
- ハンドボール
- 卓球
- 水泳
- 弓道
- 柔道
- 剣道

### 文化部
- 機械工作
- 生産システム
- 電気工作
- 電子情報工作
- 写真
- 映画研究
- 囲碁・将棋

## 交通アクセス
- JR中央本線 春日井駅下車、南口より東へ徒歩で約10分。
- かすがいシティバス：東南部線「熊野神社北」バス停下車、南西へ徒歩で約10分。